# Kanton Allassac
Der Kanton Allassac ist ein französischer Kanton im Département Corrèze und in der Region Nouvelle-Aquitaine. Er umfasst 12 Gemeinden in den Arrondissements Brive-la-Gaillarde und Tulle. Bei der landesweiten Neuordnung der französischen Kantone wurde er 2015 neu geschaffen mit Allassac als Hauptort (frz.: bureau centralisateur).

## Gemeinden
Der Kanton besteht aus zwölf Gemeinden mit insgesamt 16.430 Einwohnern (Stand: 1. Januar 2022) auf einer Gesamtfläche von 282,25 km²:
| Gemeinde                 | Einwohner 1. Januar 2022 | Fläche km² | Dichte Einw./km² | Code INSEE | Postleitzahl | Arrondissement     |
| ------------------------ | ------------------------ | ---------- | ---------------- | ---------- | ------------ | ------------------ |
| Allassac                 | 4.050                    | 39,01      | 104              | 19005      | 19240        | Brive-la-Gaillarde |
| Donzenac                 | 2.714                    | 24,24      | 112              | 19072      | 19270        | Brive-la-Gaillarde |
| Estivaux                 | 408                      | 16,58      | 25               | 19078      | 19410        | Brive-la-Gaillarde |
| Orgnac-sur-Vézère        | 321                      | 18,76      | 17               | 19154      | 19410        | Tulle              |
| Perpezac-le-Noir         | 1.254                    | 24,79      | 51               | 19162      | 19410        | Tulle              |
| Sadroc                   | 1.000                    | 19,26      | 52               | 19178      | 19270        | Brive-la-Gaillarde |
| Saint-Bonnet-l’Enfantier | 413                      | 11,78      | 35               | 19188      | 19410        | Brive-la-Gaillarde |
| Sainte-Féréole           | 2.060                    | 35,58      | 58               | 19202      | 19270        | Brive-la-Gaillarde |
| Saint-Pardoux-l’Ortigier | 486                      | 12,98      | 37               | 19234      | 19270        | Brive-la-Gaillarde |
| Saint-Viance             | 1.888                    | 16,23      | 116              | 19246      | 19240        | Brive-la-Gaillarde |
| Troche                   | 541                      | 19,79      | 27               | 19270      | 19230        | Brive-la-Gaillarde |
| Vigeois                  | 1.295                    | 43,25      | 30               | 19285      | 19410        | Tulle              |
| Kanton Allassac          | 16.430                   | 282,25     | 58               | 1901       | –            | –                  |

## Politik
| Vertreter im Departementrat | Vertreter im Departementrat   | Vertreter im Departementrat |
| Amtszeit                    | Namen                         | Partei                      |
| --------------------------- | ----------------------------- | --------------------------- |
| 2015–                       | Gilbert Fronty Michèle Reliat | PS                          |